# Torregrotta
Torregrotta település Olaszországban, Szicília régióban, Messina megyében. Lakosainak száma 7259 fő (2023. január 1.). Torregrotta Monforte San Giorgio, Roccavaldina és Valdina községekkel határos.

## Népesség
A település lakossága az elmúlt években az alábbi módon változott:
| Lakosok száma | 7410 | 7403 | 7259 |
|               | 2017 | 2018 | 2023 |